# AO-25-33
AO-25-33 – radziecka bomba odłamkowa małego wagomiaru przenoszona w bombach kasetowych RBK.
AO-25-33 ma cylindryczny, stalowy korpus zawierający 5,6 kg materiału wybuchowego. Wewnętrzna strona korpusu ma nacięcia ułatwiające fragmentację. W przedniej części korpusu znajduje się otwór na zapalnik, do tylnej przymocowane są stateczniki o rozpiętości identycznej ze średnicą korpusu.